# عنصر پنجم
عنصر پنجم (به انگلیسی: The Fifth Element) فیلمی محصول سال ۱۹۹۷ آمریکا به کارگردانی لوک بسون است. در این فیلم بازیگرانی همچون بروس ویلیس، گری الدمن، میلا یوویچ، ایان هلم، بریون جیمز، تریکی، تام لیستر جونیور، کریستوفر فیربانک، لی ایوانز، لوک پری، کیم چان، جان نویل، آل متیوز و مایوین ایفای نقش کرده‌اند.

## خلاصه داستان فیلم
خطر لو رفتن داستان!
باستان‌شناسی در مصر در حال رمز گشایی یکی از اهرام فراعنه ناگهان با موجوداتی فضایی روبرو می‌شود، فضایی‌ها از یک پیشگویی و رخدادی پلید در آینده به راهبی که همراه اوست خبر می‌دهند و راه پیشگیری از آن را به او می‌گویند و زمین را ترک می‌کنند، در آینده با بازسازی ژنتیکی یک موجود بیگانه (میلا جوویچ) و برخورد اتفاقی اش با راننده تاکسی (بروس ویلیس) بیگانه به راننده تاکسی با زبانی ناشناخته سعی می‌کند هشدار بدهد اما اون متوجه نمی‌شود، پس از ارتباط با راهب (ایان هولم) که پیرو مذهبی خاص است اون این پیشگویی را تأیید می‌کند و سخنان بیگانه را ترجمه می‌کند، آنها به دنبال راه حل به همان مقبره مصری بازمی‌گردند و با استفاده از چهار عنصر اصلی و عنصر پنجم (میلا جوویچ) از هرم که یک سلاح پیشرفته بیگانه است از حملات اشرار بیگانه جلوگیری می‌کنند.